# Jean-Marie Potiez
 (février 2015).
Si vous disposez d'ouvrages ou d'articles de référence ou si vous connaissez des sites web de qualité traitant du thème abordé ici, merci de compléter l'article en donnant les références utiles à sa vérifiabilité et en les liant à la section « Notes et références ».
 (septembre 2021).
Il peut être nécessaire de l'améliorer pour respecter le principe de neutralité de point de vue. Veuillez consulter la page de discussion pour plus de détails.

Jean-Marie Potiez est un auteur, chroniqueur et journaliste musical franco-belge, né le 21 février 1961 à Jeumont.

## Biographie
Entre 1977 et 1979, Jean-Marie collabore ponctuellement au magazine belge Juke Box.
Dans les années 1980, le hasard le conduit vers la société des parfums Yves Saint Laurent où, pendant huit ans, il travaillera au service de presse, à la division Marketing International et à la Direction Artistique.
Changement de cap en 1988 : il retrouve le monde du spectacle avec les Jeunesses musicales de France et la compagnie d'Alfredo Arias, au théâtre de la Commune d'Aubervilliers puis à La Cigale pour le spectacle Mortadella.
Au début des années 1990, il travaille pour la chaîne de télévision M6, sur l'émission Pour Un Clip Avec Toi de Laurent Boyer, ainsi que sur Hit Hit Hit Hourra, Bleu, Blanc Clip et 6e Avenue. Il collabore au magazine Platine et réalise, avec Thierry Lécuyer, le documentaire Thank You ABBA retraçant la carrière des quatre membres du groupe suédois ABBA, auquel il s'intéresse de près.
En 1995, il conçoit et propose à EMI Suède un projet de double CD regroupant toutes les chansons d'Anni-Frid Lyngstad. Le disque Frida 1967-1972 sort en septembre 1997. Avec Marie Ledin, Jean-Marie Potiez est également à l'origine du projet Frida - The DVD, sorti chez Universal en 2005.
Jean-Marie Potiez a vécu à Stockholm entre 1995 et 1998, une période pendant laquelle il a travaillé à la préparation de son ouvrage ABBA - The Book.
ABBA - The Scrapbook, publié dans les pays anglophones en décembre 2008, est une biographie visuelle du groupe ABBA. Elle retrace toute la carrière du groupe suédois à l'aide de photos, dessins, illustrations et documents iconographiques.
Son ouvrage sur le groupe, intitulé ABBA Une légende nordique, parait aux Éditions Didier Carpentier le 23 septembre 2010.
Passionné par la musique disco, il publie la biographie Les états de Grace Jones, son huitième ouvrage en français.
En 2011, Jean-Marie apparait dans de nombreuses émissions TV et documentaires sur le groupe ABBA. D'autre part, il collabore à l'émission de Julien Courbet Seriez-vous un bon expert ?, sur France 2, en tant que journaliste et expert musical. Il intervient ponctuellement sur Radio Crooner, et travaille comme attaché de presse pour les Éditions Didier Carpentier.
Il publie en 2012 son premier ouvrage culinaire intitulé La Suède à table.
En 2014, il publie Le Dico du Disco, avec Alain Pozzuoli, ainsi que la biographie fleuve, ABBA Les coulisses du succès.
En 2019, il est co-commissaire de l’exposition « Vos tubes de l’été » au MuPop (Musée des Musiques Populaires de Montluçon).
Été 2020, il publie avec Alain Pozzuoli l'ouvrage 101 tubes de l'été et, à l'automne, une nouvelle biographie intitulée Il était une fois ABBA.
En juin 2021, l'ouvrage ABBA voit le jour sous l'impulsion des Éditions du Layeur. Celui-ci retrace l'histoire et la genèse de chacun des albums enregistrés par Agnetha, Björn, Benny et Anni-Frid avant, pendant et après la carrière du groupe ABBA (1964-2017).
Au cours de l'été, Jean-Marie publie son récit autobiographique Un adolescent des années 70 qui retrace les cinq années charnières de son adolescence, passées entre la France et la Belgique.

## Divers
- 2022  Disco Party (en collaboration avec Alain Pozzuoli (Hugo Image)  (ISBN 978-2755699029)
- 2005 Frida The DVD, documentaire - Universal  (EAN 0602498735008)
- 1997 Frida 1967-1972, double CD conception avec EMI Suède  (EAN 0724385936029)
- 1994 Thank You ABBA, documentaire TV coréalisé avec Thierry Lécuyer (sortie mondiale VHS -et laserdisc au Japon- chez Polygram Video)